# Bali (chanson)
Bali est une chanson française interprétée par Maria Lopez, sur des paroles d'André Tabet et une musique de Francis Lopez, éditée par les éditions musicales Méridian.
Elle a été enregistrée pour la première fois en 1951 avec l'orchestre de Jacques-Henry Rys, sous les labels RCA Victor (n°150309) et La Voix de son maître (SG313).
Elle a été rééditée et remastérisée en 2016 pour la compilation Vacances d'autrefois, sous le label Marianne Mélodie.